# Lee Jong-hyeon
Lee Jong-hyeon (이종현?; Seul, 5 febbraio 1994) è un cestista sudcoreano.

## Carriera
Con la Corea del Sud ha disputato i Campionati mondiali del 2014 e tre edizioni dei Campionati asiatici (2013, 2015, 2017).